# Gadungsari
Gadungsari is een bestuurslaag in het regentschap Malang van de provincie Oost-Java, Indonesië. Gadungsari telt 3469 inwoners (volkstelling 2010).